# PTRD-41
El PTRD (acrónim de ProtivoTankovoye Ruzhyo Degtyaryova, «fusell antitancs Degtyaryov» en rus) era un fusell antitancs produït i utilitzat des de l'inici del 1941 per a l'Exèrcit Roig durant la Segona Guerra Mundial.